# الشرطة الوطنية الكولومبية
الشرطة الوطنية الكولومبية (بالإسبانية: Policía Nacional de Colombia) هي قوة الشرطة الوطنية في كولومبيا. على الرغم من أن الشرطة الوطنية ليست جزءًا من القوات المسلحة الكولومبية (الجيش والبحرية والقوات الجوية)، إلا أنها تشكل معها «القوة العامة» وتسيطر عليها أيضًا وزارة الدفاع الكولومبية. على عكس العديد من الدول التي تستخدم نظامًا متعدد المستويات لتطبيق القانون، فإن الشرطة الوطنية هي قوة الشرطة المدنية الوحيدة في كولومبيا. تتمثل المهام الرسمية للقوة في حماية الدولة الكولومبية، وإنفاذ القانون بموجب التفويض الدستوري الرسمي للبلاد، والحفاظ على الشروط اللازمة للحريات والحقوق العامة وضمانها، وضمان التعايش السلمي بين السكان.

## روابط خارجية
- الموقع الرسمي
 (بالإسبانية)
- الموقع الرسمي
 (بالإنجليزية)